# سلوفيانسك
سلوفيانسك (بالأوكرانية: Слов'янськ) وهي مدينة تقع شرق أوكرانيا تقع في دونيتسك أوبلاست، بنيت هذه المدينة في سنة 1676 وحسب إحصاء سنة 2001 بلغ عدد سكانها 129,600 نسمة وتبلغ مساحتها 59 كلم مربع.

## المناخ
يظهر الجدول التالي التغييرات المناخية على مدار السنة لسلوفيانسك:
| البيانات المناخية لـسلوفيانسك | البيانات المناخية لـسلوفيانسك | البيانات المناخية لـسلوفيانسك | البيانات المناخية لـسلوفيانسك | البيانات المناخية لـسلوفيانسك | البيانات المناخية لـسلوفيانسك | البيانات المناخية لـسلوفيانسك | البيانات المناخية لـسلوفيانسك | البيانات المناخية لـسلوفيانسك | البيانات المناخية لـسلوفيانسك | البيانات المناخية لـسلوفيانسك | البيانات المناخية لـسلوفيانسك | البيانات المناخية لـسلوفيانسك | البيانات المناخية لـسلوفيانسك |
| الشهر                         | يناير                         | فبراير                        | مارس                          | أبريل                         | مايو                          | يونيو                         | يوليو                         | أغسطس                         | سبتمبر                        | أكتوبر                        | نوفمبر                        | ديسمبر                        | المعدل السنوي                 |
| ----------------------------- | ----------------------------- | ----------------------------- | ----------------------------- | ----------------------------- | ----------------------------- | ----------------------------- | ----------------------------- | ----------------------------- | ----------------------------- | ----------------------------- | ----------------------------- | ----------------------------- | ----------------------------- |
| المتوسط اليومي °م (°ف)        | −5.9 (21.4)                   | −5.4 (22.3)                   | −0.2 (31.6)                   | 9.4 (48.9)                    | 16.2 (61.2)                   | 20.0 (68.0)                   | 21.7 (71.1)                   | 20.8 (69.4)                   | 15.5 (59.9)                   | 8.4 (47.1)                    | 1.8 (35.2)                    | −2.5 (27.5)                   | 8.3 (46.9)                    |
| الهطول مم (إنش)               | 45 (1.8)                      | 34 (1.3)                      | 27 (1.1)                      | 39 (1.5)                      | 42 (1.7)                      | 57 (2.2)                      | 51 (2.0)                      | 40 (1.6)                      | 39 (1.5)                      | 30 (1.2)                      | 42 (1.7)                      | 44 (1.7)                      | 490 (19.3)                    |
| المصدر: Climate-Data.org      |                               |                               |                               |                               |                               |                               |                               |                               |                               |                               |                               |                               |                               |

## توأمة
لسلوفيانسك اتفاقيات توأمة مع:
- Sambir [الإنجليزية]‏

## أعلام
- إدوارد أندرييف
- ياروسلاف كفاسوف